# Mountjoy Prison

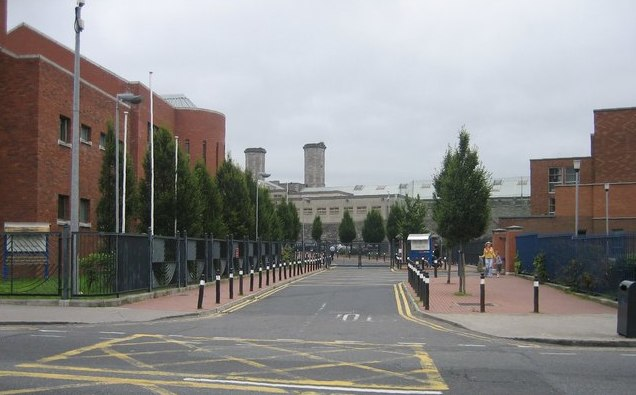
Hauptzugang

Das Mountjoy Prison (irisch: Príosún Mhuinseo) ist das Hauptgefängnis für die irische Hauptstadt Dublin sowie die umliegenden Countys und die größte Strafanstalt in der Republik Irland.
Das Mountjoy Prison, kurz The Joy, befindet sich nahe dem Zentrum im Norden Dublins. Es ist ein geschlossenes Gefängnis der mittleren Sicherheitsstufe für männliche Gefangene ab 17 Jahren. Die „operative Kapazität“ wurde im Januar 2009 offiziell mit 540 Gefangenen angegeben, im September 2010 ist hingegen von „630 männlichen Erwachsenen“ die Rede.
Das Gefängnis wurde von Joshua Jebb (1793–1863) entworfen und 1850 als Mountjoy Gaol eröffnet. Es spielte wie das Kilmainham Gaol eine Rolle im Irischen Unabhängigkeitskrieg (1919–1921) und im Irischen Bürgerkrieg (1922/1923), als Kämpfer der irischen Unabhängigkeitsbewegung hier inhaftiert waren und eine Anzahl von ihnen starben bzw. hingerichtet wurden. Die Hinrichtung von Kevin Barry (1902–1920) im Mountjoy Prison, die erste eines republikanischen Gefangenen seit dem Osteraufstand 1916, löste internationale Aufmerksamkeit und Proteste u. a. aus dem Vatikan aus. 1942 war auch der IRA-Aktivist und Schriftsteller Brendan Behan kurzzeitig im Mountjoy inhaftiert.
Die Körper der Gefangenen, die im Mountjoy Prison hingerichtet wurden, mussten nach der Hinrichtung kurzfristig innerhalb des Gefängnisgeländes begraben werden; dabei wurden von den irischen Behörden die Stellen nicht gekennzeichnet, an der die Körper bestattet wurden – im Gegensatz zur früheren Routine der britischen Besatzer bei den unter deren Verantwortung erfolgten Hinrichtungen. Die letzte Hinrichtung im Mountjoy Prison wurde im Jahr 1954 vorgenommen.
Im Oktober 1973 gelang drei Gefangenen der IRA eine spektakuläre Flucht aus dem Gefängnis mit Hilfe eines Hubschraubers.
Seit 1999 gehört zum Gefängniskomplex auch ein Dóchas Centre für weibliche Gefangene.
Zu Anfang des 21. Jahrhunderts sind die Verhältnisse im Mountjoy Prison geprägt von Überbelegung und extrem schlechten baulichen und sanitären Verhältnissen. Es ist vorgesehen, das Gefängnis durch einen Ersatzbau für 1200 Gefangene im nördlichen Umland von Dublin zu ersetzen.
Im Juni 2009 wurde bekannt, dass aufgrund extremer Überbelegung mit bis zu 670 (statt 540) Häftlingen einige Gefangene nunmehr in Duschen untergebracht werden. In einer Nacht im Sommer 2010 war für 129 Gefangene kein Bett vorhanden, und für einige auch keine Matratze.
Am 12. Mai 2010 gab der langjährige Direktor des Gefängnisses, John Lonergan, überraschend seinen Rücktritt zum 5. Juni 2010 bekannt.
Im Herbst 2020 wurde die größte Menge an Alkohol, anderen Drogen, Tabletten und Mobiltelefonen beschlagnahmt, die je in ein Gefängnis zu schmuggeln versucht worden war; zu diesem Zeitpunkt war das Mountjoy Prison mit mehr als 700 Häftlingen belegt und beherbergte als größtes Gefängnis in der Republik Irland auch besonders gefährliche Täter, darunter führende Vertreter der organisierten Kriminalität.
Unter dem Namen Mountjoy Inhouse Voices existiert im Gefängnis ein Chor männlicher Gefangener, die ihre Haft in der „Progression Unit“ des Gefängnisses verbringen.
Im Oktober 2023 wurde ein Bericht veröffentlicht, in dem die Bedingungen für männliche Insassen im Mountjoy-Gefängnis als „schockierend“ beschrieben werden und als „erniedrigend“ angesehen werden könnten; zuvor waren im November und Dezember 2022 die ersten unangekündigten umfangreichen Inspektionen des Gefängnisses seit Jahren vorgenommen worden. In dem Untersuchungsbericht heißt es u. a., dass Einzelzellen teilweise mit mehreren Insassen belegt waren, die aufgrund der Größe und Gestaltung vieler dieser Zellen auf dem Boden auf Matratzen schlafen mussten, die schräg neben den Zellentoiletten eingeklemmt waren. Zum Zeitpunkt der Inspektion seien durchschnittlich 38 Männer pro Tag unter diesen Bedingungen festgehalten worden, oft mit minimaler Zeit außerhalb der Zelle.

## Liste von Hingerichteten (Auswahl)
- Kevin Barry
- Rory O’Connor
- Liam Mellows